# 双重金字塔
双重金字塔（英語：Double Pyramid）也称为莱普修斯25号金字塔（英語：Lepsius XXV），这一特殊的墓葬遗址位于埃及阿布西尔。它既有金字塔的特点，又有马斯塔巴的特点，所以考古学家米洛斯拉夫·弗纳称他为双重金字塔。这座严重损坏的建筑位于阿布西尔的金字塔区，莱普修斯24号金字塔和Khentkaus II金字塔的南面。

## 发现过程

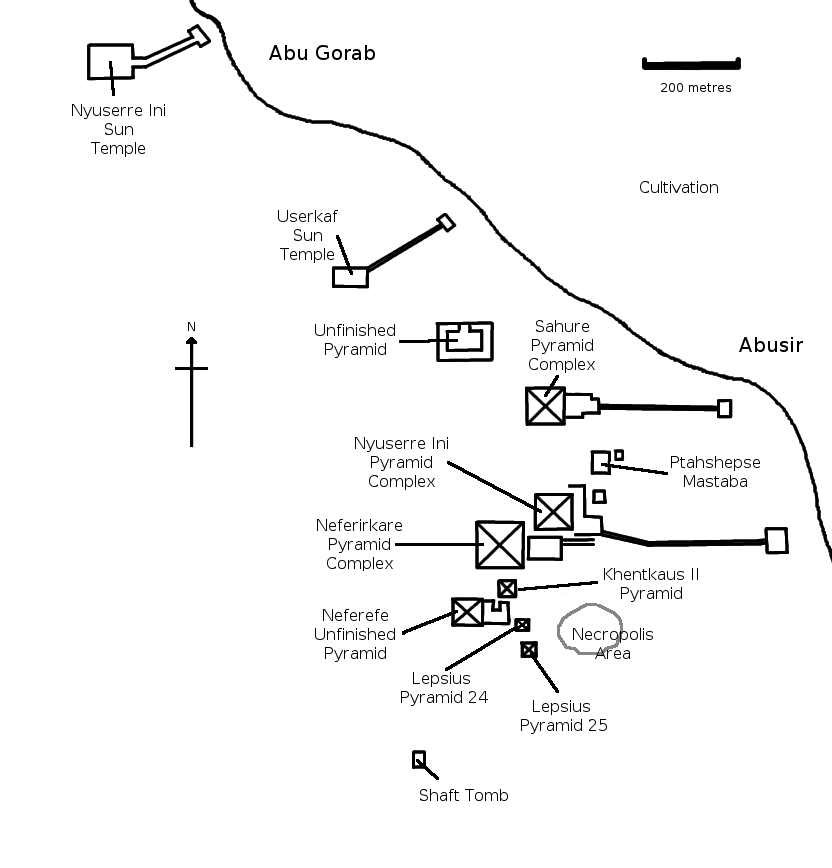
莱普修斯25号金字塔在阿布西尔墓葬群的位置

在德国考古学家卡尔·理查德·莱普修斯的埃及探险中，他发现并记录了一座小金字塔，并编号为25号。六年后考古学家德维格·波哈特将它分类为双层马斯塔巴，但是并没有进一步研究。
尽管初期的调查显示，这座金字塔西边没有通常应该有的神庙，但是因为长时间没有进一步的研究，这座金字塔还是被认为类似于莱普修斯24号金字塔，是第五王朝时期一位王后的金字塔。
考古学家米洛斯拉夫·弗纳带领的一支捷克考古队于2001年至2004年开展了第一次全面的发掘，使得“双重金字塔”不同寻常的特征更加明显。金字塔的两个部分都有近似长方形的地基，南北朝向有十分陡峭的斜坡，这使得这个建筑不可能是一座正真的金字塔。在砌块上，发现了相对较多的碑文和标记。这些印记包括了建筑的名字，翻译后为“警觉的两座（金字塔）”
Dušan Magdolen质疑将该建筑物划分为金字塔，并且强调了该遗迹与马斯塔巴在类型学上的相似性。

## 东部墓地（莱普修斯25-1号）

### 上层建筑
两座坟墓中较大的一座底座长27.7米，宽21.53米，由大型白色石灰石石块构成。粗略完工的外墙有78°的倾角。这显示了同时有马斯塔巴和金字塔的形式，而不是正真的金字塔。建筑的高度还不能确定。

### 下层建筑
通向墓室的通道从建筑北面的中部向下延伸。墓室长4.5米，宽2.7米，南北朝向。石棺在墓室西边的壁龛中。尽管经过盗墓贼的洗劫，在墓室的碎石中找到了一部分文物，包括部分女性木乃伊，卡诺卜罐的碎片和一些陪葬品。

## 西部墓地（莱普修斯25-2号）

### 上层建筑
两座坟墓中较小的一座底座长21.7米，宽15.7米，同样有78°的倾角。这座建筑也像是一座马斯塔巴或者缩短版的金字塔。不像东边的建筑，西边的建筑由粗略开凿的灰色石灰岩构成。它经历了严重的盗挖，所以今天只有少量保存下来。现存的 砖石结构层理显示西边的建筑建于东边的建筑之后。

### 下层建筑
西边坟墓的地下建筑被完全损毁，只有北面下降的通道上端和墓室地基现在还存在。墓室布置符合那时一般金字塔的形式。在墓室废墟里发现了少量痕迹，暗示了曾经埋葬了一位女性。同时发现的还有一件陪葬品。

## 墓葬群
发掘显示墓葬群中没有神庙。曾被错误鉴定为神庙的区域，其实是西部坟墓的遗迹。然而，东部坟墓的东边有一座祭堂。祭堂东南角有一个入口，穿过前厅后可以到达一个单间。部分前厅的屋顶还保存完整，这样祭堂的高度大约是5米。祭堂原本覆盖着可能没有装饰过的优良白色石灰石。这些石灰石几乎全部被盗走，但是还有一些痕迹留下了。通过这些痕迹，可以重新构建祭堂的结构。在祭堂的遗迹中，还发现了记录供品的莎草纸碎片和一座女性雪花石膏雕塑碎片。

## 来历
尽管大规模的发掘现正在进行，因为没有发现任何关于墓主人姓名的碑文，所以这不寻常的建筑现在还不能断代。纽塞拉死后，阿布西尔皇家墓葬群被遗弃了，基于这一点，这座建筑可能是建于纽塞拉统治时期。可能是为法老的亲属建造的。两间墓室表明这可能是为了安葬两个特别亲近的人而建造的。

## 相关链接
- Archive copy at the Wayback Machine
- Photo of the Double Pyramid（页面存档备份，存于）